# Gerswalde
Gerswalde – gmina w Niemczech, w kraju związkowym Brandenburgia, w powiecie Uckermark, siedziba urzędu Gerswalde.